# Samtgemeinde Heemsen
Die Samtgemeinde Heemsen ist eine Samtgemeinde im niedersächsischen Landkreis Nienburg/Weser. Sie hat die größte Bevölkerungsdichte aller Samtgemeinden im Landkreis.

## Geografie
An der Westgrenze der Samtgemeinde fließt die Weser entlang.

### Samtgemeindegliederung
Die Samtgemeinde setzt sich zusammen aus den Gemeinden Drakenburg, Haßbergen, Rohrsen sowie Heemsen mit seinen Ortsteilen Anderten, Gadesbünden und Lichtenmoor. Sitz der Samtgemeindeverwaltung ist Rohrsen.

## Geschichte
Die Samtgemeinde entstand am 1. Juni 1969 aufgrund der niedersächsischen Gebietsreform.
Am 1. März 1974 wurde die Samtgemeinde bestehend aus den Gemeinden Anderten, Gadesbünden und Heemsen aufgelöst und sogleich erweitert um die Gemeinden Drakenburg, Haßbergen und Rohrsen neugegründet.

## Politik

### Samtgemeinderat
Der Rat der Samtgemeinde Heemsen besteht aus 18 Ratsfrauen und Ratsherren. Dies ist die festgelegte Anzahl für eine Gemeinde mit einer Einwohnerzahl zwischen 6.001 und 7.000 Einwohnern. Die Ratsmitglieder werden durch eine Kommunalwahl für jeweils fünf Jahre gewählt. Neben den 18 in der Samtgemeindewahl gewählten Mitgliedern ist außerdem der hauptamtliche Samtgemeindebürgermeister im Rat stimmberechtigt.
Aus dem Ergebnis der letzten Kommunalwahl 2021 ergab sich folgende Sitzverteilung:
- CDU: 8 Sitze
- SPD: 6 Sitze
- Wählergemeinschaft Samtgemeinde Heemsen: 3 Sitze
- Grüne: 1 Sitz

### Samtgemeindebürgermeisterin
Bei der Wahl zum Samtgemeindebürgermeister 2019 wurde Bianca Wöhlke (parteilos) mit 78,56 Prozent der Stimmen ohne Gegenkandidaten gewählt. Die Wahlbeteiligung lag bei 54,94 Prozent.

### Wappen
Wappenbeschreibung: Gespalten von Rot und Gold; vorn ein silbernes Burgtor, hinten eine linksgewendete schwarze rot bewehrte Bärentatze.

### Gemeindepartnerschaften
- Von 1981 bis zu deren Auflösung Ende 2013 bestand eine Partnerschaft mit der Communauté de communes du Véron (Département Indre-et-Loire in Frankreich). Die Communauté wurde eingegliedert in die größere Communauté de communes Chinon, Vienne et Loire, mit dem die Samtgemeinde Heemsen seitdem die Partnerschaft fortführt.[6]

## Wirtschaft und Infrastruktur
Die Samtgemeinde Heemsen stellt eines der größten Spargelanbaugebiete Europas.

### Verkehr
Verkehrstechnisch wird die Samtgemeinde durch die Bundesstraßen 209 und 215 erschlossen, ein Bahnanschluss an die Strecke Hannover–Bremen besteht seit 1978 nicht mehr.